# Sattledt
Sattledt [satˈleːt] ist eine Marktgemeinde in Oberösterreich im Bezirk Wels-Land im Hausruckviertel (historisch und geografisch jedoch im Traunviertel) mit 2755 Einwohnern (Stand 1. Jänner 2025).

## Geografie und Geologie

### Lage
Die geografischen Koordinaten der Gemeinde Sattledt sind 48° 04′ 24" nördliche Breite und 14° 03′ 27" östliche Länge. Sie liegt auf etwa 400 m. Der tiefste Punkt von Sattledt befindet sich am Aiterbach in der Nähe des Weilers Gold. Dort befindet man sich auf 355 m, während man nahe Krugeldorf in einer Seehöhe von 451 Meter den höchsten Punkt der Gemeinde finden kann. Das 22,15 km² umfassende Gemeindegebiet hat eine maximale Nord-Süd-Ausdehnung von 5,2 km und eine Ost-West-Ausdehnung von 5,9 km.

### Gemeindegliederung
Die – recht junge – Gemeinde hat eine etwas unübliche Gemeindegliederung: Fast alle zehn Orte, die meist die historischen Ansiedlungen darstellen, liegen mit Ortsteilen auch in Nachbargemeinden. (in Klammern sind nur die Einwohnerzahlen der Sattledter Ortschaften angeführt, Stand 1. Jänner 2025):
- Dirnberg (10) (auch Gem. Kremsmünster)
- Giering (330) (auch Gem. Sipbachzell)
- Heiligenkreuz (13) (auch Gem. Kremsmünster)
- Maidorf (354) (auch Gem. Ried im Traunkreis)
- Oberautal (84) (auch Gem. Steinerkirchen an der Traun)
- Oberhart (238) (auch Gem. Steinhaus)
- Pochendorf (38) (auch Gem. Kremsmünster)
- Rappersdorf (16) (auch Gem. Sipbachzell)
- Sattledt (1339) (Hauptort)
- Unterhart (333) (auch Gem. Steinhaus)

Die einzige Katastralgemeinde ist Sattledt I. Die Katastralgemeinde Sattledt II – Gebiete, die anfangs zu dieser Gemeinde gehörten und bei der Gemeinde-Wiedergründung bei Kremsmünster verblieben – gehören heute zum Bezirk Kirchdorf.
Die Zählsprengel sind Sattledt-Zentralgebiet (Ortschaft Sattledt und einige umliegende Siedlungen) und Sattledt-Umgebung für die weiter entfernten Gebiete der restlichen 9 Ortschaften. Die Gemeinde Sattledt gehört zum Wahlkreis 3, dem Hausruckviertel.
Die Gemeinde gehört zum Gerichtsbezirk Wels.

### Nachbargemeinden
|                             | Steinhaus                                   | Sipbachzell                     |
| Steinerkirchen an der Traun | Kompassrose, die auf Nachbargemeinden zeigt |                                 |
| Eberstalzell                | Ried im Traunkreis (Bezirk Kirchdorf)       | Kremsmünster (Bezirk Kirchdorf) |

### Geologie
Der Untergrund des Sattledter Bodens besteht aus einer ca. 2000 Meter mächtigen Schlierschicht, in welcher sich Kalke und Sandsteine des Eozäns befinden. Darin befinden sich bedeutende Erdölvorkommen. Insgesamt fünf Erdöl- und zwei Erdgasfelder befinden sich im Gemeindegebiet in Tiefen von 630 m bis 1950 m. Das größte Ölfeld liegt sich circa 1700 m direkt unterhalb des Ortes. Diese 10 Meter dicke Schicht hat eine Ausdehnung von etwa 12 km². Seit dem Beginn der Erdöl- und Erdgasförderung in Sattledt 1970 wurden über 30 Bohrungen niedergebracht. Am Höhepunkt der Fördertätigkeit etwa 1975 betrug die Förderung im Gemeindegebiet rund 100.000 Tonnen Rohöl. Insgesamt wurden bisher aus dem Untergrund der Gemeinde Sattledt fast 1,5 Millionen Tonnen Erdöl gefördert. Anfang 2016 waren acht Förderstellen für Erdöl und vier Förderstellen für Erdgas im Gemeindegebiet in Betrieb.
Im Sattledter Gemeindegebiet kann man die ältesten Moränenwälle im Alpenvorland aus der Günz-Eiszeit finden. An der Ostgrenze von Sattledt gibt es auch eine Moräne aus der Mindel-Eiszeit. Die Gemeinde liegt im westlichen Teil der Traun-Enns-Platte und befindet sich somit in flachhügeligem Gebiet. In Sattledt kann man fruchtbare Braunerdeböden finden. Die fruchtbarsten Böden findet man in Unterhart und Maidorf und werden als Staunässeböden bezeichnet. Der Ort Sattledt liegt auf einem flachen Moränenkegel und die Entwässerung dieses Gebietes erfolgt über vier Gerinne: den Aiterbach, den Sipbach, den Schleißbach und den Seltenbach.

## Geschichte

### Name
Die erste Erwähnung erfolgte in einem Zehentverzeichnis des Klosters Kremsmünster aus dem Jahre 1468 mit einer Hube als Satelod. In einem Robotverzeichnis der Burg Wels von 1570 ist die Hube schon in zwei halbe Huben geteilt. Als Besitzer der beiden Höfe werden Wolfgang und Leonhart Sadtleder genannt. In Sadlöd sind 1787 drei Häuser verzeichnet, das erste Grundbuch von 1791 nennt jedoch nur zwei Höfe – Ober- und Untersadledergut. Um 1830 lautete der Name Sadlödt (der heutige Hof – ehemals Obersadleder – Sattledterstraße 13, der zweite – ehemals Untersadleder – 1779 als eigenständiger Hof abgekommen bei Sattledterstraße 8), aber schon 1857 als bedeutendere Landmarke verzeichnet: Nach diesem Gehöft wurde Anfang des 19. Jahrhunderts eine Steuergemeinde (Vorläufer der Katastralgemeinde) benannt. 1893 wurde beim Wirth im Holz an der Straße, der schon 1667 erscheint, ein Bahnhof errichtet wurde, um den sich dann eine Ansiedlung, das heutige Sattledt entwickelte.
Über die Entstehung des Namens Sattledt (die Betonung liegt auf dem >e<) sind mehrere Versionen im Umlauf. Die historisch fundierteste ist:
Die Grafen von Lambach besaßen im heutigen Gemeindegebiet im 10. Jahrhundert einen Wald (von diesem Harter Wald – Hardt ‚Wald‘ – sind heute nur mehr Reste erhalten). In diesem Wald hatten damals auch dem Kloster Kremsmünster untertänige Bauern Nutzungsrechte; z. B. durften sie Honig sammeln und eine bestimmte Menge Holz gewinnen. Man weiß deshalb Bescheid, da über das Ausmaß der Nutzung ein Streit ausbrach, der schlussendlich 992/993 mit einem Vertrag endete. In diesem Vertrag, der in zwei Ausführungen im Kloster Kremsmünster und im Kloster Lambach erhalten ist, wird auch von drei Bienenweiden am Rande des „Harter Waldes“ berichtet – jener Gegend, in der heute die Gemeinde Sattledt liegt.
Jene Bauern, die früher das Recht der Honiggewinnung hatten, bezeichnete man als Zeidler, eine Form der Imkerei. Mit den im Vertrag von 992/993 erwähnten Bienenweiden waren also wohl auch die Zeitelhube, ein Weiler aus zwei Gehöften im Gemeindegebiet und die Zeitelöde, ein Weiler aus ebenfalls zwei Gehöften, gemeint. Als Öde bezeichnete man im Mittelhochdeutschen eine gerodete Fläche. Somit meinte der Name „Sattledt“ ursprünglich eine Bienenweide.

### Frühgeschichte

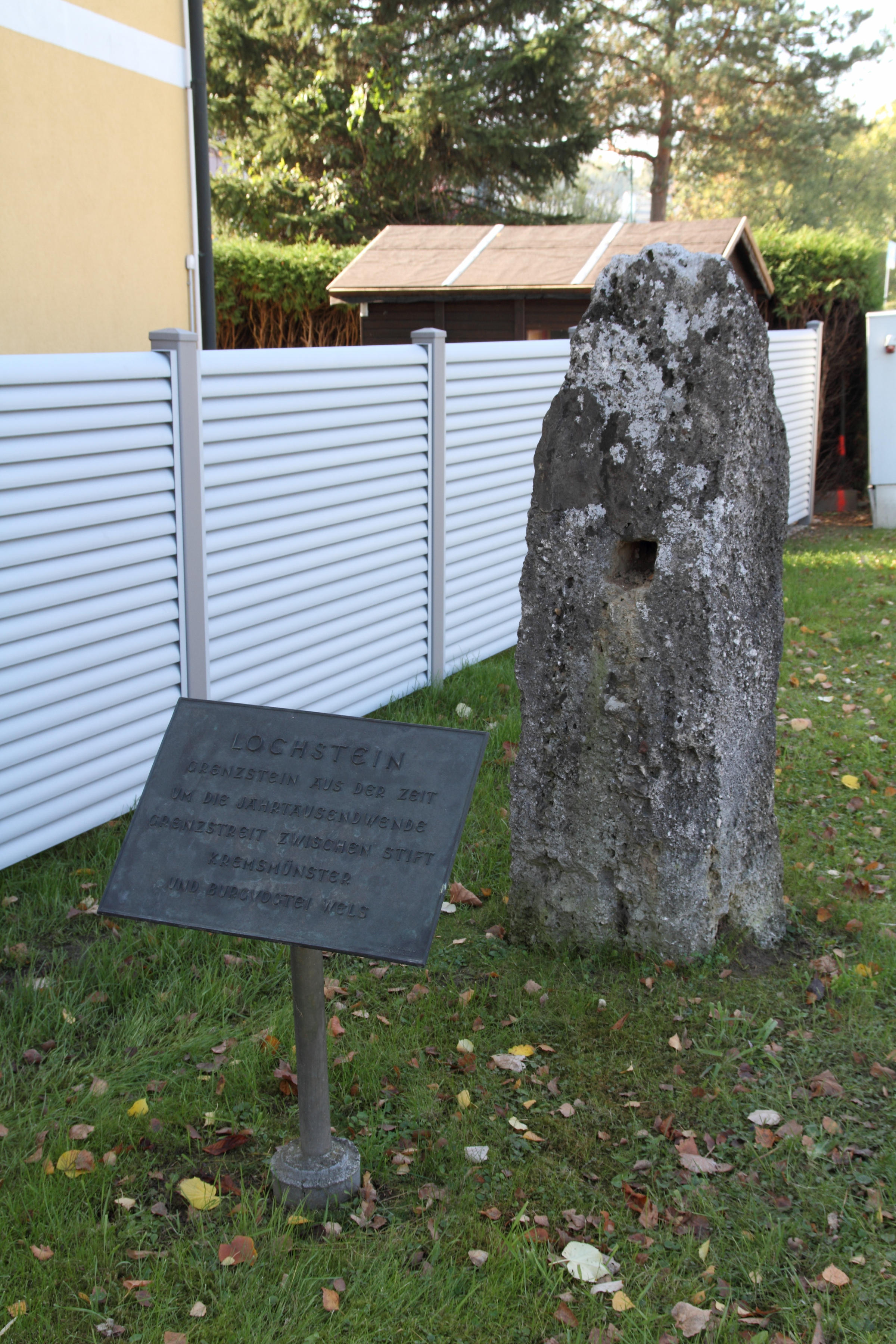
Der Lochstein – ein mittelalterlicher Grenzstein (urspr. Pochendorf, heute am Marktplatz)

Es gibt zahlreiche Hinweise, dass die Region von Sattledt schon seit mindestens 6000 Jahren fast ununterbrochen besiedelt war. Nur wenige Meter außerhalb des Gemeindegebiets in der Nähe der Ortschaft Giering wurde 1987 der bislang größte bronzezeitliche Sammelfund Mitteleuropas entdeckt. Dabei handelte es sich um ein bauchiges Gefäß aus Bronzeblech mit 120 Liter Inhalt, das mit rund 170 kg Metallabfall gefüllt war. Die einzelnen Teile haben eine große zeitliche Streuung. Sie wurden vielleicht von einem Metallhändler gesammelt und hier vor rund 3200 Jahren versteckt.
Die zahlreichen Erdwälle in den Wäldern der Gegend, von denen längere Zeit ein Ursprung in der Zeit der Kelten vor über 2000 Jahren vermutet wurde, sind jedoch jüngeren Datums. Wegen des meist guten Erhaltungszustandes der Wälle dürften sie aus dem Mittelalter stammen. Sie decken sich zum Großteil mit noch heute gültigen Parzellengrenzen und dienten offenbar als Barrikade für die damals übliche Waldweide, wozu die Wälle zusätzlich einen Zaun aus Astgeflecht aufgesetzt hatten.
Dennoch könnten einige Ortsnamen in der Umgebung auf einen keltischen Ursprung beruhen, wie Maidorf (von magos ‚Feld‘) oder Krugeldorf (von crucion ‚Haufen‘). Später wurde die Sattledter Gegend von den Römern besiedelt. Der Raum gehörte zum Umland von Ovilava/Wels, Provinz Noricum. Hier führte wohl auch die Fernstraße über den Pyhrnpass durch.
Aufgrund von Übereinstimmungen mit den römischen Maßeinheiten könnte an der Stelle einiger heutiger Bauernhöfe früher römische Gutshöfe gestanden haben (etwa Marsteiner in Rappersdorf aus mailstein 1299).

### Mittelalter und frühere Neuzeit
Mit der Völkerwanderung kam es zu einem starken Bevölkerungsrückgang und weite Landstriche verödeten. Das Gebiet wurde zum Grenzland. Eine mittelalterliche Kulturgrenze zwischen Slawen und Baiern verlief an der Ostgrenze von Sattledt entlang des Höhenrückens zwischen dem Kremstal und dem Sipbachtal. Mit der Gründung des Stift Kremsmünster 777 wurde die Grenze ostwärts geschoben.
Während der Ungarneinfälle im frühen 10. Jahrhundert könnten im heutigen Maidorf Erdställe entstanden sein, von denen jedoch heute nur mehr die Überlieferung zu berichten weiß. Der Nachweis, dass es sich um geheime Zufluchtsorte handelte, kann nicht mehr gebracht werden. In der Folge der Entdeckung der Erdställe wurden auch Bodensenkungen als Anzeichen für mögliche unentdeckte Hohlräume gedeutet. Letztlich entstanden auch Gerüchte über lange unterirdische Gänge, welche zwischen verschiedenen Gehöften existiert haben sollen. Trotz reger Bautätigkeit in der Gegend in jüngster Zeit wurde aber nie ein Gang oder ein Hohlraum entdeckt.
Im Hochmittelalter – zu der Zeit ist die Gegend Südgrenze des Traungaues zum Ulsburggau (um Kirchdorf an der Krems), in Folge des Landgerichts der Volkenstorfer (heute Tillysburg) – entstand jene landwirtschaftlich geprägte Kulturlandschaft, wie man sie heute in weiten Teilen des Alpenvorlandes vorfindet. In mehreren Kolonisierungswellen wurden große Waldgebiete gerodet und von den Grundherren Landstücke an Bauern vergeben. Die in der Gegend von Sattledt wichtigsten Grundherrschaften waren die (ab 1222 dem Landesfürsten gehörende) Burgvogtei Wels, das Kloster Kremsmünster, die Grafschaft Lambach (ab 1076 Kloster) sowie das Adelsgeschlecht der Pollheimer.
Das einzige durch ein Dokument belegbare Ereignis jener Zeit im heutigen Gemeindegebiet von Sattledt ist ein Streit um die Nutzung von Wäldern zwischen den Grafen von Lambach und dem Stift Kremsmünster, welcher 992/993 mit einem Vertrag beigelegt werden konnte – die Lambacher dürften sich zwischenzeitlich auf Kosten des nach dem Ungarnsturm geschwächten Klosters hierorts bereichert haben.

### Ortsgeschichte 19./20. Jahrhundert
Mit der Schaffung der Ortsgemeinden 1848/49 wurde mit 1. Jänner 1851 eine Gemeinde Sattlödt geschaffen. Diese wurde dann schon 1874 (Auflösung per 27. Oktober) der Gemeinde Kremsmünster angeschlossen.
1893 wurde die von der Stadt Wels errichtete Bahnlinie Wels–Rohr eröffnet. Nahe der Kreuzung der Pyhrnstraße mit der Straße Lambach-Steyr baute man einen Bahnhof, um die Güter von der Straße auf die effizientere Bahn umladen zu können. Als Name für den Bahnhof wählte man den Namen der Ortschaft, in welcher der Bahnhof lag, nämlich Sattledt, das damals aus rund 25 verstreuten Bauernhöfen bestand. Um den Bahnhof siedelten sich sofort Geschäftsleute und Handwerker an. Im Jahre 1898 wurde eine Ziegelei vom Unternehmer Robert Kunz gegründet. Es folgten Arbeiter, für die rasch Wohnhäuser geschaffen werden mussten. Nach dem Ersten Weltkrieg verlangsamte sich die Entwicklung des Ortes auf Grund der Wirtschaftskrise.
Der Gedanke, auch wieder eine eigene politische Gemeinde werden zu wollen, tauchte schon vor dem Ersten Weltkrieg auf. Entsprechende Bemühungen örtlicher Aktivisten wurden jedoch immer im Keim erstickt. Keine der fünf Nachbargemeinden, die 1939 Teile an die neue Gemeinde Sattledt abtreten mussten, wollte freiwillig auch nur einen Quadratmeter hergeben. Letztlich waren es einige Funktionäre der örtlichen NSDAP, die 1938 im Rahmen des Anschlusses Österreichs an das Deutsche Reich die Gunst der Stunde nutzten, um mit Hilfe der autoritären Strukturen dieser Zeit eine Gemeindegründung zu erwirken. Der spätere erste Bürgermeister von Sattledt Alois Wimmer konnte die Unterstützung des Gauorganisationsleiters in Linz gewinnen, welcher wiederum vom Reichskommissar für die Wiedervereinigung, Gauleiter Bürckel in Wien, die Genehmigung zur Gemeindegründung einholte. Am 17. Februar 1939 fand in einem Gasthaus in Sattledt eine Besprechung statt, bei der die Gemeindegründung bereits feststand und die anwesenden Vertreter der fünf Nachbargemeinden nur mehr um ihre Zustimmung „gebeten“ wurden. Insgesamt sollte Sattledt von den fünf Nachbargemeinden 25,87 km² Boden erhalten. Mit 1. Oktober 1939 erfolgte schließlich die offizielle Gründung der selbstständigen Gemeinde Sattledt durch die Gauleitung in Linz. Noch in den letzten Tagen davor drohte die Gemeindegründung zu scheitern, da ab 30. August 1939 alle Grenzänderungen untersagt wurden, und das Landratsamt Wels deshalb die Gemeindegründung abblasen wollte.
Von den Auswirkungen des Zweiten Weltkrieges wurde Sattledt kaum betroffen. Es fielen angeblich nur drei Bomben im unmittelbaren Ortsbereich. Prägend wirkte sich der im Juni 1938 begonnene Bau der Reichsautobahn aus, wozu um Sattledt mehrere Arbeitslager eingerichtet wurden. Nach der kriegsbedingten Einstellung der Bauarbeiten wurden in den Lagern Kriegsgefangene einquartiert, die in den Betrieben und Bauernhöfen der Umgebung beschäftigt waren. Am Ende des Krieges wäre Sattledt aufgrund sich im Ort befindlicher Wehrmachtstruppen beinahe von amerikanischen Panzern zerstört worden. Doch der Ort kapitulierte am 5. Mai 1945.
Nach dem Krieg setzte sich die stürmische Entwicklung des Ortes fort, wobei sich der Bau der Autobahn mit einer Autobahnabfahrt als der entscheidende Impulsgeber darstellte. 1970 errichtete in Sattledt die Firma Hofer ihre Unternehmenszentrale, wobei damals noch nicht abzusehen war, dass daraus einmal eines der bedeutendsten Handelsunternehmen Österreichs werden sollte. 1985 übersiedelte Hofer an den heutigen Standort auf dem Gelände des ehemaligen Ziegelwerks.
Die Gemeinde erhielt zu ihrem 50. Jubiläum ein Wappen. Die Verleihung fand am 7. Juli 1989 durch Landeshauptmann Josef Ratzenböck statt. Am 1. August 1999 wurde Sattledt zur Marktgemeinde erhoben.

### Einwohnerentwicklung
Einwohnerzahlen auf dem Gebiet der heutigen Gemeinde Sattledt:
| Jahr | Einwohnerzahl | Anmerkung                                                                 |
| ---- | ------------- | ------------------------------------------------------------------------- |
| 1788 | 950           |                                                                           |
| 1830 | 1.045         |                                                                           |
| 1869 | 1.014         |                                                                           |
| 1880 | 998           |                                                                           |
| 1890 | 972           | Tiefststand durch Krise in der Landwirtschaft und Aufgabe von Bauernhöfen |
| 1900 | 978           |                                                                           |
| 1910 | 1.147         |                                                                           |
| 1923 | 1.225         |                                                                           |
| 1934 | 1.286         |                                                                           |
| 1939 | 1.450         | mit eingerückten Männern, aber ohne Lagerinsassen der „Reichsautobahnen“  |
| 1951 | 1.806         | davon 320 offiziell ausgewiesene Kriegsflüchtlinge                        |
| 1961 | 1.630         | Rückgang durch Fortzug von Kriegsflüchtlingen                             |
| 1971 | 1.810         | Zuzug und Siedlungstätigkeit                                              |
| 1981 | 1.971         |                                                                           |
| 1991 | 2.176         |                                                                           |
| 1996 | 2.378         | Spitze durch Flüchtlinge aus Bosnien                                      |
| 2001 | 2.241         |                                                                           |
| 2006 | 2.269         |                                                                           |
| 2011 | 2.327         |                                                                           |
| 2016 | 2.607         |                                                                           |
| 2021 | 2.690         |                                                                           |

## Hauptort der Gemeinde
Gemeindehauptort ist der Marktort Sattledt, der auch Ortschaft der Gemeinde ist. Er befindet sich etwa 11½ Kilometer südlich von Wels, im Zentrum des Gemeindegebiets. Er liegt auf Höhen um die 400 m ü. A. im Quellgebiet des Weyerbachs, der über Weißkirchen 20 km nordöstlich bei Haid der Traun zufließt, direkt östlich der Anschlussstelle Sattledt der West Autobahn (A 1, Exit 196), 2 km nordöstlich des Voralpenkreuzes. Durch den Ort verläuft die Voralpen Straße B 122.
Die Ortschaft umfasst etwa 230 Gebäude mit 1339 Einwohnern und bildet den heutigen Ortskern um Bahnhof der Almtalbahn und Kirche. Die Siedlungseinheit, also das weitgehend geschlossene Ortsgebiet (Zählsprengel Sattledt-Zentralgebiet) ist etwas anders gelagert, sie umfasst knapp 400 Gebäude mit über 1400 Einwohnern, das sind knapp 2⁄3 der Gemeinde. Dazu gehören auch die Siedlungsgebiete um Lindenstraße/Birkenstraße im Norden (Giering-Siedlung I, etwa 50 Adressen), an der Brandlmairstraße beim Gewerbegebiet im Osten (Giering-Siedlung II, etwa 50 Adressen), an der Kirchdorfer Straße im Süden (Maidorf-Siedlung, etwa 30 Adressen), sowie auf der anderen Seite der Autobahn die Siedlungs- und Gewerbegebiete an der Welser Straße (B 138 Pyhrnpass Straße) und Gewerbestraße im Nordwesten (die zur Ortschaft Unterhart gehören, gut 50 Adressen), und Sattledter Straße L537/Waldstraße im Westen (Oberhart-Siedlung, etwa 30 Adressen). Dafür gehören knapp 20 Streulagen der Ortschaft  zum Zählsprengel Sattledt-Umgebung.
Nachbarorte und -ortschaften
| Unterhart (O) ∗ Oberhart (O) ∗ |                                             | Giering (O) ∗                   |
|                                | Kompassrose, die auf Nachbargemeinden zeigt | Heiligenkreuz (O) ∗             |
| Harhagen Oberaustall (O) ∗     | Maidorf (O)                                 | Pochendorf (O) ∗ Dirnberg (O) ∗ |

∗ Anteile auch in den Nachbargemeinden

## Kultur und Sehenswürdigkeiten

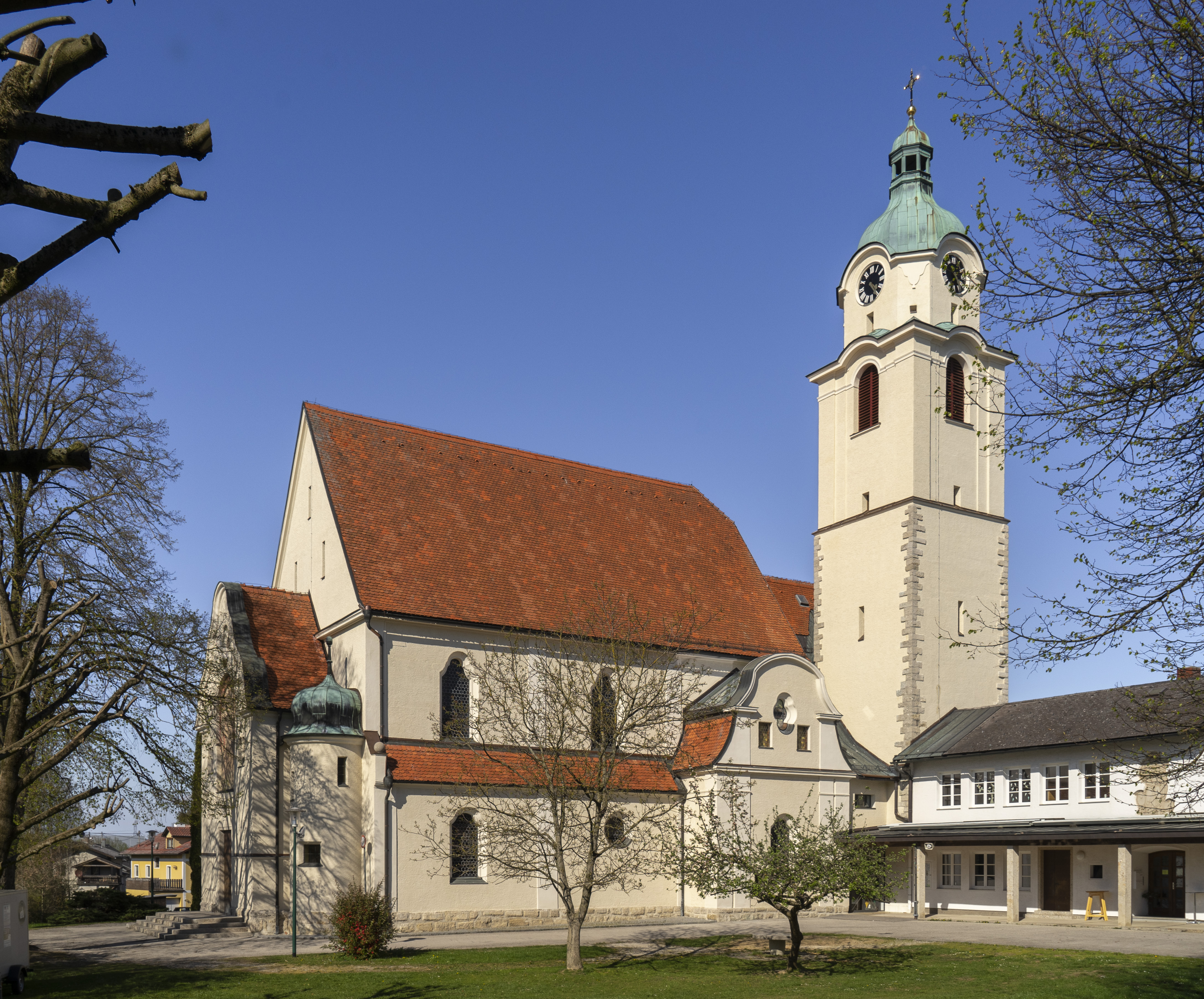
Pfarrkirche Sattledt

- Katholische Pfarrkirche Sattledt hl. Stephanus
- Alte Schule in Harhagen[11]

## Wirtschaft und Infrastruktur
Die Basis der Wirtschaft in Sattledt bildete ursprünglich die Eisenbahn. In Bahnnähe siedelte sich zunächst die Ziegelei Kunz an und dominierte in der ersten Hälfte des 20. Jahrhunderts die wirtschaftliche Struktur des Ortes. Diese Firma musste nach einer sehr wechselvollen Geschichte 1970 geschlossen werden. Heute befindet sich die Zentrale der Firma Hofer an ihrem Standort.
Mit dem Autobahnbau rückte Sattledt zu einem regionalen Zentrum auf, in dem sich zahlreiche Unternehmen vor allem aus dem Handelssektor niederließen. In den letzten Jahren entstanden einige große Betriebe, wodurch Sattledt 2008 zur finanzstärksten Gemeinde Oberösterreichs wurde. Viele Sattledter kaufen zwar außerhalb der Gemeinde – zumeist in Wels – ein. Jedoch nutzen viele Auswärtige das Angebot in Sattledt, womit die Gemeinde 2001 eine 77,75-prozentige Deckung ihres Kaufkraftpotentials (130 Mill. ATS, ~10 Mio. Euro) hatte.

### Unternehmen
Sattledt ist heute Standort einiger bedeutender Unternehmen. Die größten Betriebe in der Gemeinde sind:
- Fronius International, Hersteller von Wechselrichtern für Photovoltaikanlagen, Schweiß- und Ladegeräten – ca. 1000 Beschäftigte
- Hofer KG, Zentrale der internationalen Niederlassungen von Aldi-Süd, Hauptverwaltung für Österreich, Zweigniederlassung Oberösterreich-West und Salzburg mit Lager, Schokoladefabrik – ca. 550 Beschäftigte
- XXXLutz, Zentrallager der größten österreichischen Möbelhauskette – ca. 80 Beschäftigte
- Landzeit, einer der größten Betreiber von Autobahnraststätten in Österreich, Raststätte und Verwaltung am Voralpenkreuz – ca. 80 Beschäftigte
- Quarzolith, Mischwerk für Fertigmörtel und -putze – ca. 50 Beschäftigte
- Gmundner Milch, ehemals Zentralmolkerei Furthmayr und Royer, Herstellung von Milchprodukten, Jahreskapazität ca. 60 Millionen Kilogramm Rohmilch – ca. 40 Beschäftigte
- Jungheinrich, Vertriebs- und Serviceniederlassung des international tätigen Herstellers von Lager- und Materialflusstechnik – ca. 40 Beschäftigte

Daneben gibt es noch weitere über 70 Klein- und Mittelbetriebe. Die Unternehmen in Sattledt boten 2008 über 2000 Arbeitsplätze.

### Verkehr
Schon zur Römerzeit führte der Weg über den Pyhrnpass – die antike Verbindung der Provinz Noricum mit dem italischen Mutterland – von Ovilava/Wels nach Virunum-Aquileia an jener Stelle vorbei, an der sich heute Sattledt befindet.

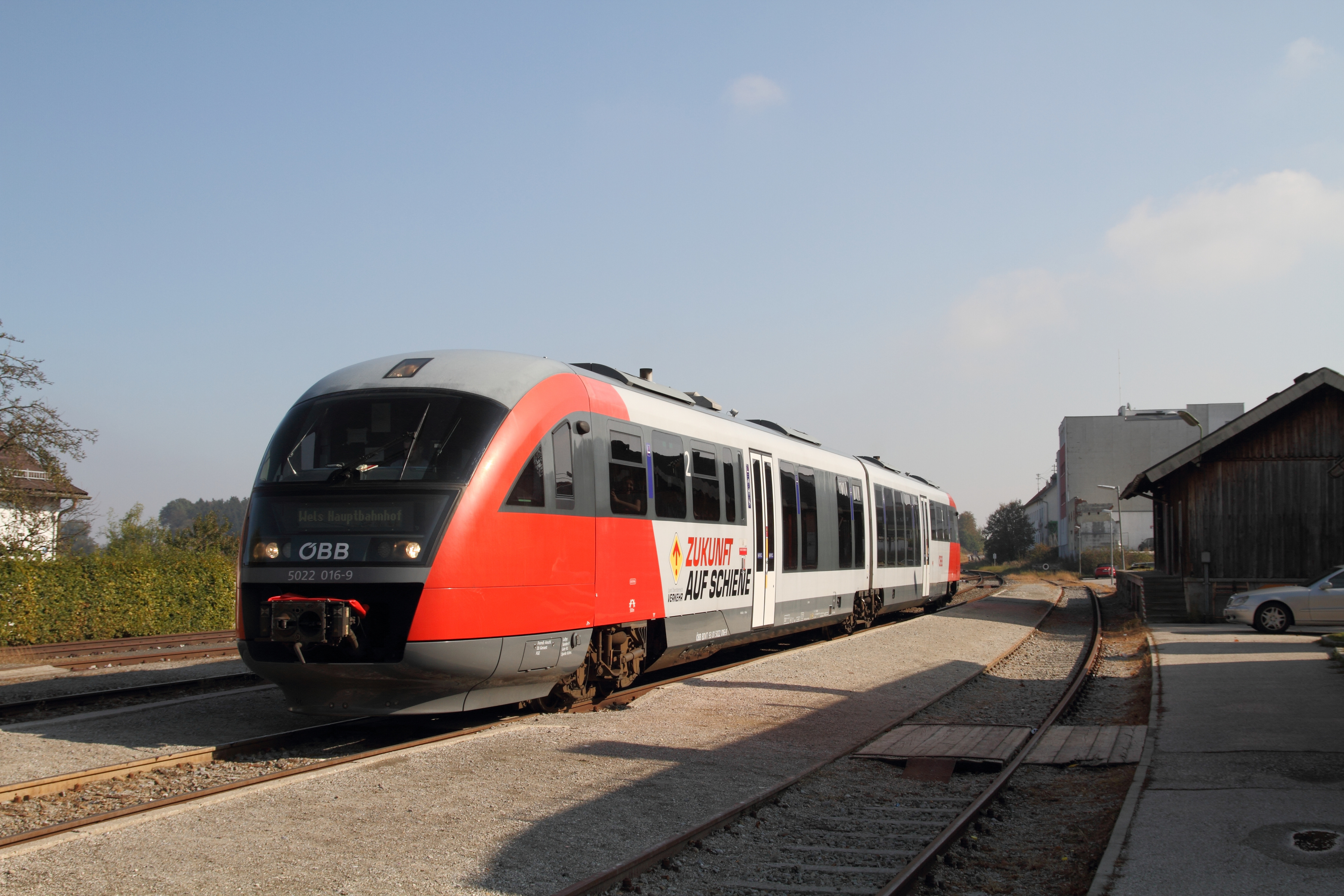
Triebwagen im Bahnhof Sattledt der Almtalbahn

- Straßen: Mit der Fortführung des Autobahnbaus 1955 wurde Sattledt zu einem bedeutenden Straßenverkehrsknotenpunkt, da sich hier die West Autobahn A 1 Wien-Salzburg mit der auch im internationalen Verkehr wichtigen Pyhrnpass Straße B 138 kreuzt und zudem die regional bedeutsame Voralpenstraße B 122 sowie die L 537 in Sattledt enden. Bis 1976 war Wels vornehmlich über die Anschlussstelle Sattledt mit der Autobahn verbunden. Die B 122 dient noch heute als Autobahnzubringer der Stadt Steyr sowie der beiden bedeutenden Orte Kremsmünster und Bad Hall. Wegen des damit verbundenen hohen Verkehrsaufkommens ist eine Ortsumfahrung geplant. Die Autobahn hat heute einen vergleichbaren Stellenwert wie die Eisenbahn zur Entstehungszeit des Ortes. Eher zufällig wurde Ende der 1930er Jahre die Reichsautobahn an Sattledt vorbei geplant. Kurz nach dem Anschluss Österreichs 1938 wurde mit Brückenbauarbeiten begonnen und es wurden mehrere Arbeitslager in der Nähe von Sattledt errichtet. 2 km westlich vom Ort wurde die Anschlussstelle Kremsmünster geplant. Jedoch konnte die Autobahn bis Ende des Krieges nicht fertiggestellt werden. 1955 wurde der Bau wiederaufgenommen und es wurde eine provisorische Abfahrt direkt in Sattledt errichtet. Bis 1966 war die Autobahn von Wien nach Salzburg durchgehend befahrbar und die einsetzende Massenmotorisierung wirkte sich sehr positiv auf die Entwicklung der Gemeinde aus. Ende der 1980er Jahre wurde auch ein Abschnitt der Pyhrn Autobahn von Inzersdorf im Kremstal bis Sattledt gebaut und am 27. Juni 1990 eröffnet. Dies entlastete die Pyhrnpass Straße B 138, welche zu dieser Zeit trotz eines teilweise sehr schlechten Ausbauzustandes ein hohes Verkehrsaufkommen zu bewältigen hatte, und erhöhte auch die Bedeutung Sattledts als Verkehrsknotenpunkt. Der 2003 fertiggestellte Bau der Welser Westspange (ein Abschnitt der Innkreis Autobahn) bietet vom Knoten Voralpenkreuz aus auch dem Ort eine noch bessere Straßenverbindung zu anderen Teilen (Ober)Österreichs:
- A8 Innkreis Autobahn nach Norden nach Wels und Passau
- A9 Pyhrn Autobahn nach Süden nach Kirchdorf an der Krems und Graz
- A1 West Autobahn nach Osten Richtung Linz und Wien sowie nach Westen Richtung Salzburg

- Eisenbahn: Neben der Autobahn quert auch eine Eisenbahnlinie das Gemeindegebiet von Sattledt. 1893 wurde die Wels-Rohrer-Bahn fertiggestellt. Diese Linie verlief an dem damals noch praktisch nicht vorhandenen Ort Sattledt vorbei. Der Bahnhof bildete fortan die Keimzelle des Ortes. Am 23. Mai 1901 wurde die Almtalbahn, welche ebenfalls durch Sattledt führt, eröffnet. 1965 wurde die Strecke Sattledt – Rohr stillgelegt. 1988 drohte auch der Almtalbahn das Aus, durch die Verkürzung der Fahrzeit konnte die Strecke aber erhalten werden.

### Schulwesen

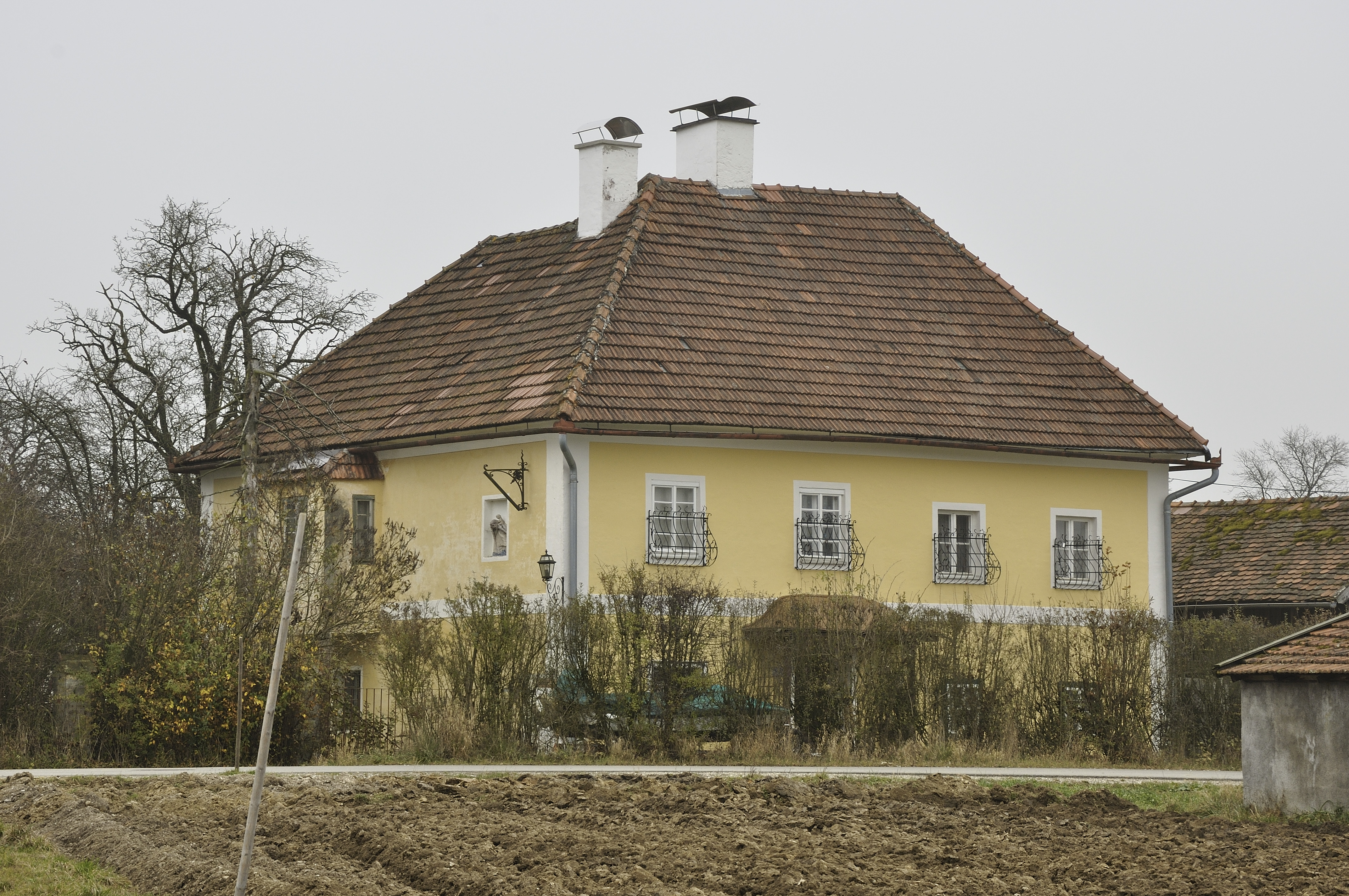
Alte Schule Harhagen

Im Zuge der großen Staatsreform unter Kaiserin Maria Theresia wurde der Weiler Harhagen ca. 1 km südwestlich des heutigen Zentrums von Sattledt zum Sitz eines Landpflegers (mit der Funktion eines Richters) erhoben, wofür man 1760 ein zweigeschoßiges Gebäude, die Schule in Harhagen errichtete. Durch eine Zentralisierung des Gerichtswesens unter Kaiser Joseph II. war das Gebäude ohne Nutzen und fiel an das Stift Kremsmünster. Kaiser Joseph II. verfügte auch 1784, dass nicht nur in Pfarrorten, sondern in allen Orten, wo 90 bis 100 schulfähige Kinder gezählt werden, Trivialschulen errichtet werden müssen. Für die Bereitstellung der Räumlichkeiten waren die Grundherren und Pfarrpatrone zuständig. Somit bot das ungenutzte Gerichtsgebäude in Harhagen eine ideale Gelegenheit zur Einrichtung einer Schule. Der Verhandlungssaal im Obergeschoß wurde zur Schulklasse. Der Unterricht begann 1790 unter Schulmeister Ignaz Dichler. Das ehemalige Gerichts- und Schulgebäude in Harhagen ist noch heute in weitgehend ursprünglichen Zustand erhalten und wird als Wohnhaus genutzt.
Infolge des Eisenbahnbaus entstand ab 1893 der Ort Sattledt. Durch die rasche Bevölkerungszunahme konnte die Schule in Harhagen bald die Schüler nicht mehr fassen. Am 30. Oktober 1899 begann man daher im Ort Sattledt mit dem Bau einer neuen Schule. Das neue Schulhaus, in welchem seit Ende 1900 unterrichtet wird, stand unter der Leitung von Franz Stein, der schon 1880 an die Schule Harhagen kam.
Auf Grund akuter Raumnot musste in den 1950er Jahren erneut ein größeres Schulgebäude errichtet werden. Der Bezug des Baus erfolgte am 30. Jänner 1955. Ab dem 12. September 1966 wurde der Hauptschulbetrieb aufgenommen. Am 28. Oktober 1969 konnte schließlich das neu errichtete Hauptschulgebäude bezogen werden, das in der Folge (1982–1986, 2002/2003) mehrmals größere bauliche Erweiterungen erfuhr.
Seit 1988 gibt es in der Sattledter Schule Integrationsklassen. Die heutige Volksschule trägt den Namen Franz Stein Schule. Etwa 110 Schüler werden von 18 Lehrern unterrichtet.
Die Hauptschule Sattledt zählt mit etwa 40 Lehrkräften zu den größten Schulen im Bezirk. Zum Einzugsgebiet gehören neben Sattledt noch die Gemeinden Steinhaus, Sipbachzell und Teile weiterer Nachbargemeinden mit einer Gesamteinwohnerzahl von rund 7000.

### Öffentliche Einrichtungen
- Polizei: Die Gendarmerie wurde im Ort erstmals 1921 eingerichtet, da zu dieser Zeit einige Räuberbanden die Gegend durchstreiften. Heute versehen in der Polizeiinspektion sieben Beamte Dienst, wobei deren Zuständigkeitsbereich neben Sattledt auch die Gemeinde Sipbachzell umfasst.

- Feuerwehr: Die Freiwillige Feuerwehr wurde 1900 in Irndorf in der damals zu Kremsmünster gehörenden Katastralgemeinde Sattledt gegründet. Irndorf wurde als Standort der neuen Feuerwehr gewählt, weil es am Höhenrücken zwischen Sattledt und Kremsmünster liegt und somit von dort ein Großteil des zuständigen Gebietes eingesehen werden konnte. Schon nach kurzer Zeit traten Unstimmigkeiten über die Namensgebung auf. Der damalige Bürgermeister von Kremsmünster verfügte daraufhin, dass die Feuerwehr den Namen jener Ortschaft erhalten solle, welche bei der Sammelaktion für die neue Feuerspritze am meisten spende. Dies war Sattledt. Durch das rasche Anwachsen des Ortes Sattledt wurde 1926 die Feuerwehr getrennt und einer der beiden Löschzüge nach Sattledt übersiedelt. Ein Schmiedemeister stellte Räumlichkeiten für die Gerätschaften zur Verfügung. 1926 wurde auch beschlossen, ein eigenes Feuerwehrzeughaus zu errichten, das 1930 bezogen werden konnte. Da die Organisation stetig wuchs und die Ausrüstung sich verbesserte, wurde 1975 ein neues Gebäude bezogen.

Heute befindet sich die Freiwillige Feuerwehr in der im Mai 2000 bezogenen neuen Zentrale neben dem Bauhof der Gemeinde. Bedingt durch die Lage von Sattledt an mehreren Autobahnen und stark befahrenen Straßen machen Hilfestellungen und Bergungen nach Unfällen einen Großteil der Einsätze aus. 2010 rückte die Freiwillige Feuerwehr Sattledt zu insgesamt 171 Einsätzen aus, davon waren nur 21 Brandeinsätze. Als bislang arbeitsreichstes Jahr wurde 2006 mit 201 Einsätzen, davon 37 Bränden, verzeichnet. Der Feuerwehr Sattledt stehen insgesamt acht Fahrzeuge zur Verfügung, darunter ein Hubrettungsgerät sowie speziell für Tunnel- und Öleinsätze ausgerüstete Fahrzeuge.
- Rotes Kreuz: In Sattledt befindet sich eine der wenigen rein ehrenamtlich betriebenen Dienststellen des Roten Kreuzes. Sie wurde am 2. Juni 1973 gegründet und hat vor allem durch die hervorragenden Leistungen der Jugendgruppen im Bereich der Ersten Hilfe österreichweit Bekanntheit erlangt.
- Post: Ende 1898, also schon kurz nachdem der Ort Sattledt entstanden ist, wurde ein Postamt eingerichtet. Am 30. Juni 2011 wurde die Postfiliale geschlossen. Postdienstleistungen werden seither von einem Postpartner angeboten. Zuletzt wurden pro Jahr in Sattledt rund 110.000 Briefsendungen aufgegeben und 700.000 Sendungen in der Gemeinde verteilt.

### Vereine
In Sattledt gibt es zahlreiche Vereine und Organisationen verschiedenster Interessensgruppen: Alpenverein, ARBÖ, ATSV (besteht aus mehreren Fußballmannschaften und einer Damen-Fußballmannschaft, Ringmannschaft, Wintersport, Tischtennis, Turnen und noch einige mehr); Tanzkapelle Edelweiß, SFG (Sattledter Faschingsgilde), Goldhauben, Jagdgesellschaft mit Jagdhornbläser, Junior-Skatclub, Landjugend, Marktmusikkapelle, Ortsbauernschaft, Tourismusverband, Sportunion.

## Politik

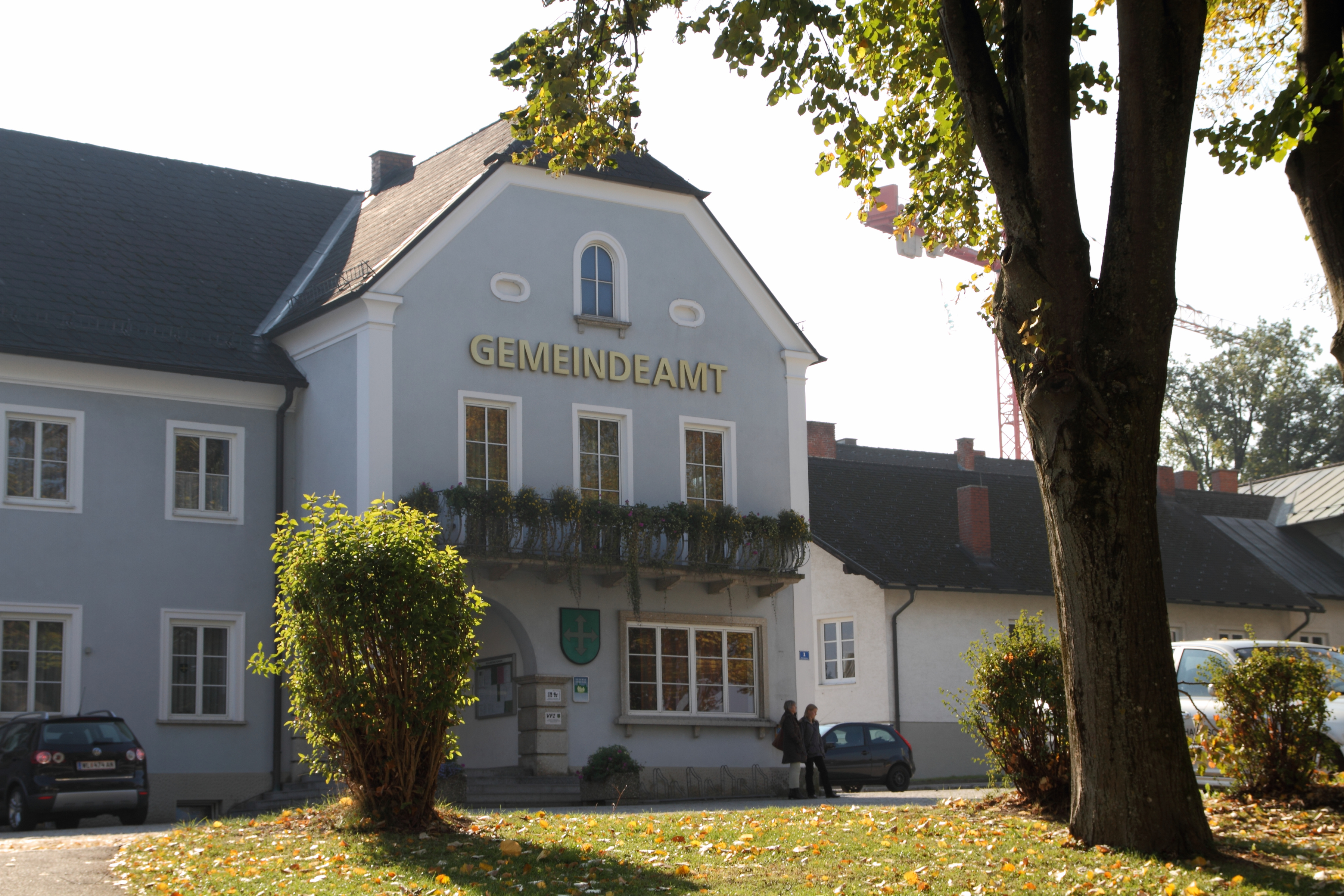
Das Gemeindeamt von Sattledt

### Gemeinderat
Der Gemeinderat hat 25 Mitglieder.
- Mit den Gemeinderats- und Bürgermeisterwahlen in Oberösterreich 2003 hatte der Gemeinderat folgende Verteilung: 14 ÖVP, 9 SPÖ und 2 FPÖ.
- Mit den Gemeinderats- und Bürgermeisterwahlen in Oberösterreich 2009 hatte der Gemeinderat folgende Verteilung: 15 ÖVP, 6 SPÖ und 4 FPÖ.
- Mit den Gemeinderats- und Bürgermeisterwahlen in Oberösterreich 2015 hatte der Gemeinderat folgende Verteilung: 14 ÖVP, 7 FPÖ und 4 SPÖ.
- Mit den Gemeinderats- und Bürgermeisterwahlen in Oberösterreich 2021 hat der Gemeinderat folgende Verteilung: 14 ÖVP, 7 FPÖ und 4 SPÖ.[13][14]

### Bürgermeister
Bürgermeister der alten Gemeinde Sattlödt
- 30. August 1850 – 1855 Georg Wiesmair
- 1855 – 8. November 1867 Michael Seckellehner
- 8. November 1867 – 1. August 1870 Wolfgang Lindenmair
- 1. August 1870 – 29. Juni 1873 Georg Eichinger
- 29. Juni 1873 – 1874 Franz Haim

Bürgermeister von Sattledt (seit 1939):
- 1. Oktober 1939 – 15. April 1940 Alois Wimmer
- 15. April 1940 – 25. November 1945 Johann Roitner
- 25. November 1945 – 1947 Mathias Ettl (ÖVP)
- 1947 – 9. Oktober 1949 Josef Wipplinger (geschäftsführend/provisorisch),
- 9. Oktober 1949 – 22. Oktober 1967 Hubert Hödl (ÖVP)
- 22. Oktober 1967 – 7. Oktober 1979 Karl Atzelsdorfer (SPÖ)
- 7. Oktober 1979 – 28. September 2003 Volker Werner-Tutschku (ÖVP)
- seit 28. September 2003 Gerhard Huber (ÖVP)

### Wappen
Offizielle Beschreibung des Gemeindewappens:
In Grün ein goldenes Pfeilspitzkreuz.
Die Gemeindefarben sind Grün-Gelb-Rot.
Das markante, piktogrammartige Wappenbild nimmt Bezug auf die zentrale Lage Sattledts als bedeutender Verkehrsknotenpunkt im oberösterreichischen Voralpenland. Die Verleihung erfolgte 24. April 1989.

## Persönlichkeiten

### Mit der Gemeinde verbundene Persönlichkeiten
- Leopold Federmair (* 1957), Schriftsteller
- Max Hagmayr (* 1956), Fußballlegende der 1970er Jahre
- Dietmar Jäger (1962–2011), Schauspieler
- Cornelius Oberegger jun. (1902–1976), Gemeindesekretär, Orientreisender[17]
- Elmar Oberegger (* 1972), Eisenbahnhistoriker
- Renate Seeliger (1922–2008), Schriftstellerin